# Isla Farallón
Die Isla Farallón ist eine im Río de la Plata gelegene uruguayische Insel. Farallón ist spanisch für Klippe.
Die kleine, felsige und mit Bäumen bedeckte Insel befindet sich 6 km von Colonia del Sacramento entfernt in westsüdwestlicher Richtung. Auf der Isla Farallón steht ein 1870 errichteter, 20 Meter hoher, weißer Leuchtturm. Im Januar 2006 wurde sie gemeinsam mit der benachbarten, 2,4 km nordöstlich gelegenen Isla San Gabriel zum historischen Denkmal ernannt.